# كارل برنستين
كارل برنستين (بالإنجليزية: Carl Bernstein)‏ (14 فبراير 1944 في واشنطن) هو كاتب وصحفي أمريكي. في عام 1972 قدم رفقة زميله بوب ودورد استجوابا أدى إلى تفجيير كواليس فضيحة ووترغيت التي أجبرت رئيس الولايات المتحدة أنذاك ريتشارد ينكسون على تقديم استقالته. حاز كارل برنستين على العديد من الجوائز بسبب دوره في كشف هذه الفضيحة. كما ساهم دوره في حصول جريده واشنطن بوست على جائزة بوليتزر في مجال الخدمة العامة والصحافة لعام 1973.
ألف مع زميله بوب ودورد كتابا بعنوان كل رجال الرئيس الذي استوحى منه فيلم سينمائي بنقس العنوان كل رجال الرئيس.

## مقالات متعلقة بوسائل الإتصال و أجهزة الدولة
في مقال نُشر عام 1977 بمجلة رولينج ستون برنيستن كشف أنحراف الصحافة الأمريكية, حسبما ورد عن محفوظات وكالة المخابرات المركزية وكالة المخابرات المركزية فإن أكثر من 400 صحفي أمريكي بارز بما في ذلك صحفيين حائزين على جائزة بوليتزر تم استغلالهم في ال25 عاماّ الأخيرة إثر اتفاقيات صريحة أو ضمنية من أجل إخفاء مجموعة واسعة من المهام مثل جمع بعض المعلومات أو ليكونوا بمثابة همزة اتصال بجواسيس في البلدان الشيوعية.

## أحداث شخصية
كشف بيرنشتاين في مذكراته التي نشرت في عام 1989، أن والديه، ألفريد بيرنشتاين وسيلفيا ووكر، وكلاهما من أصل يهودي، كانا أعضاء الحزب الشيوعي في الولايات المتحدة الأمريكية، هذا الأمر أصاب الكثيرين بالدهشة حتى أن جي ايداجر هوفر كان قد فشل في محاولاته لإثبات انتمائهم للحزب. وقد تعرضا والداه، كما أوضح كارل برنستين نفسه، للاضطهاد والملاحقة في فترة الخمسينات، وأن مكتب التحقيقات الفيدرالي FBI وضعهم تحت المراقبة لمدة تزيد عن 30عام وجمع حولهم أكثر من 2,500 وثيقة.
حصل برنستين على شهادة الثانوية من مدرسة مونت جوماري بلاير العليا بمدينة سيلفر سبرينج بالمريلاند , و أتم بعد ذلك دراسته بجامعة المريلاند. ثم أصبح عضو نشط بالمنظمة اليهودية بناي بريث وأصبح رئيسا لها في مقاطعه الشمال.
تعرف برنستاين على مارجريت جاي ابنه رئيس الوزراء البريطاني جيمس كالاهان وزوجة بيتر جاي الذي كان حينئذ سفير للمملكة المتحدة بالولايات المتحدة.
وفي عام 1979 تم تداول أخبار عن برنستين وعلاقاته التي لا يقبلها المجتمع وفي عام 1983 أوضحت زوجته المؤلفة نورا أفرون هذه العلاقات في روايتها (حرقة قلب) وتحولت هذه الرواية لفيلم يحمل نفس العنوان عام 1986 للممثلين جاك نيكلسون و ميريل ستريب.

## روابط خارجية
- كارل برنستين على موقع IMDb (الإنجليزية)
- كارل برنستين على موقع الموسوعة البريطانية (الإنجليزية)
- كارل برنستين على موقع مونزينجر (الألمانية)
- كارل برنستين على موقع إن إن دي بي (الإنجليزية)
- كارل برنستين على موقع قاعدة بيانات الفيلم (الإنجليزية)